# Spoorlijn Winterthur - Koblenz
De spoorlijn Winterthur - Koblenz is een Zwitserse spoorlijn tussen Winterthur gelegen in kanton Zürich en Koblenz gelegen in kanton Aargau.

## Geschiedenis
Het traject werd door de Schweizerische Nordostbahn (NOB) op 1 augustus in 1876 geopend.

## Treindiensten
Het lokaal personenvervoer wordt op dit traject uitgevoerd door Thurbo.

## Aansluitingen
In de volgende plaatsen is of was er een aansluiting van de volgende spoorlijnen:

### Winterthur
Winterthur Hauptbahnhof
- Spoorlijn Zürich - Winterthur
- Spoorlijn Romanshorn - Winterthur
- Spoorlijn Rorschach - Winterthur
- Spoorlijn Winterthur - Etzwilen
- Spoorlijn Winterthur - Rüti

### Bülach
- Spoorlijn Zürich - Bülach
- Spoorlijn Schaffhausen - Bülach

### Koblenz
- Spoorlijn Koblenz - Stein-Säckingen
- Spoorlijn Waldshut - Turgi

## Elektrische tractie
Het traject werd geëlektrificeerd met een spanning van 15.000 volt 16 2/3 Hz wisselstroom.

## Afbeeldingen

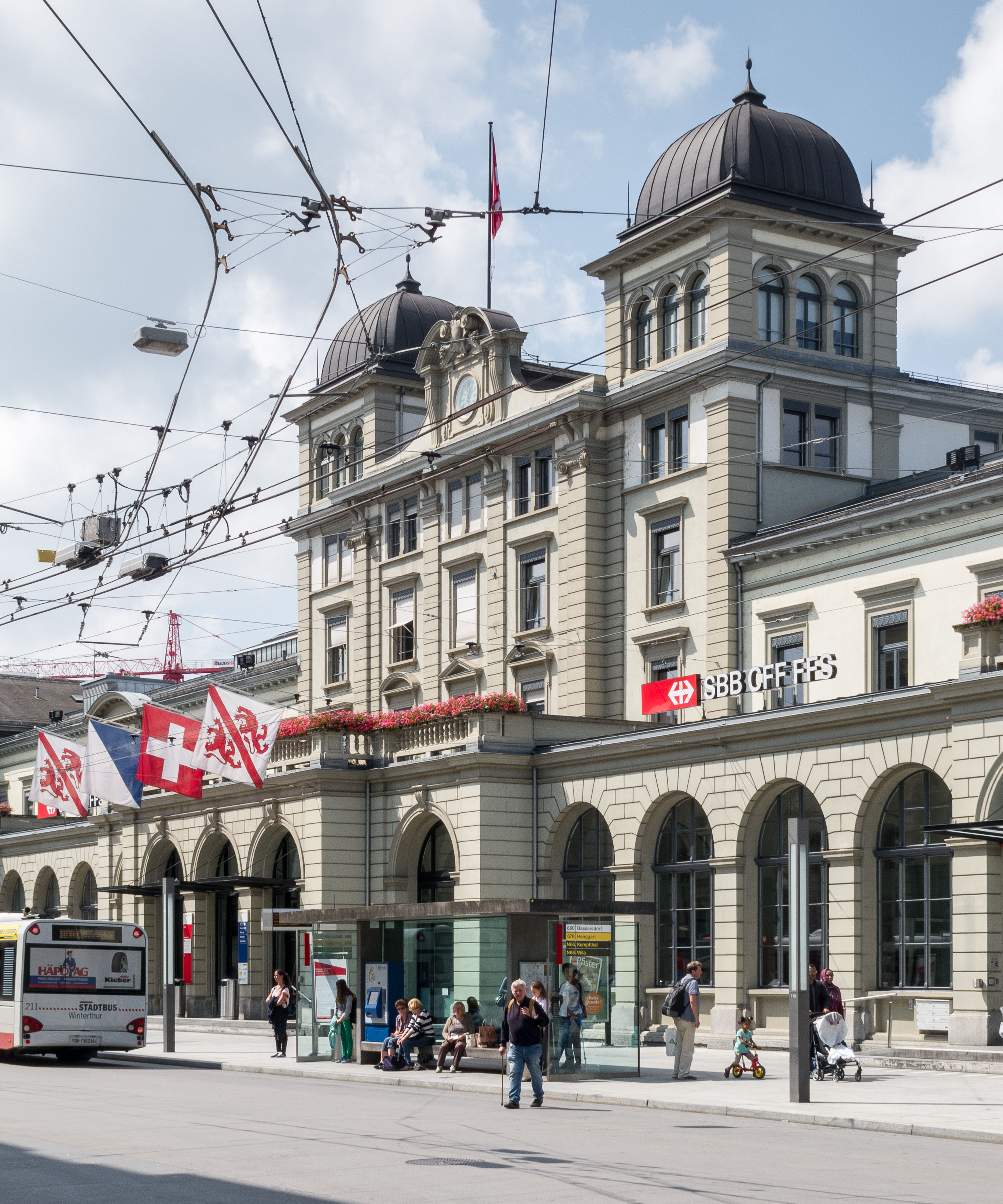
Winterthur Hauptbahnhof
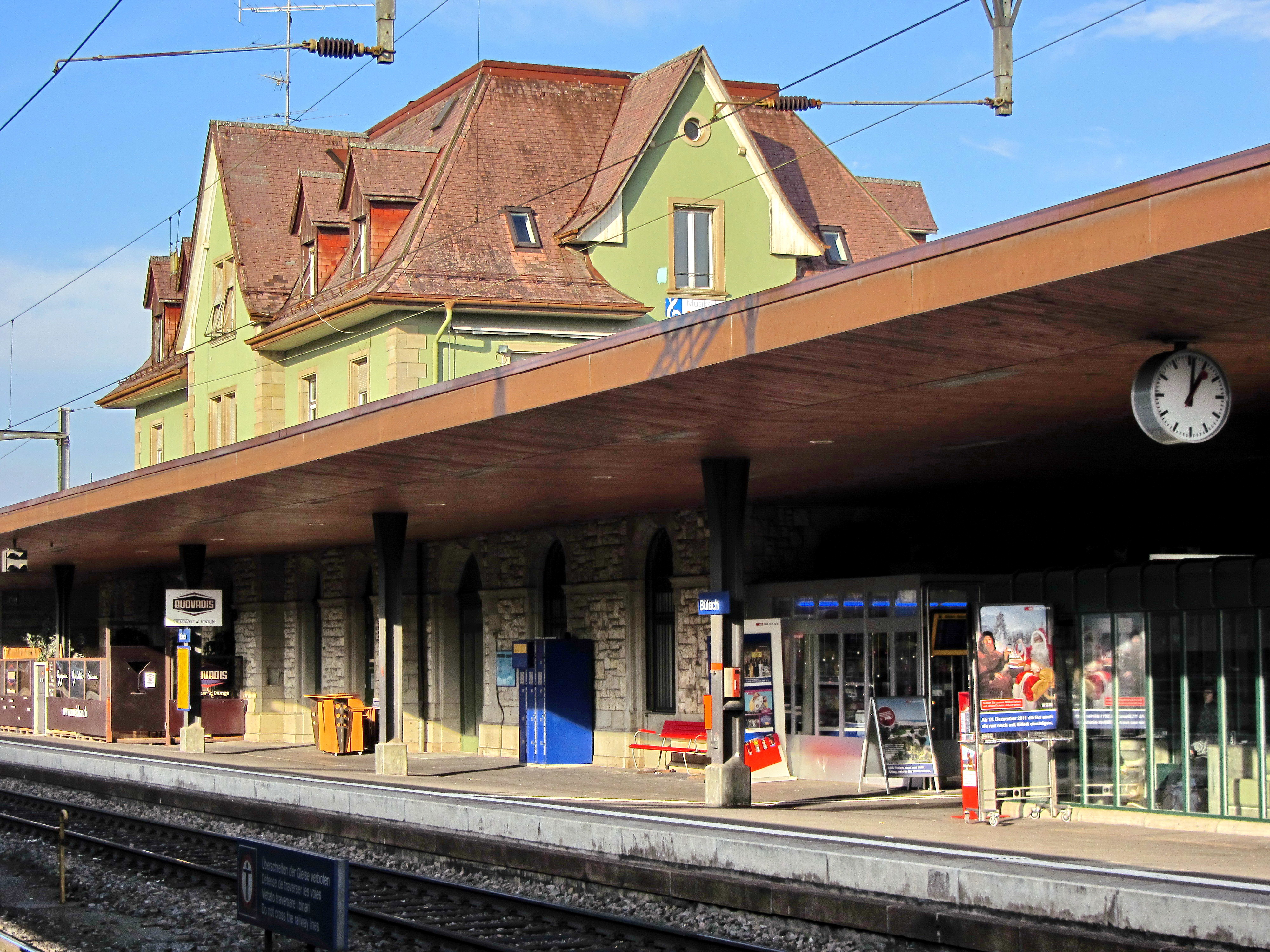
Station Bülach
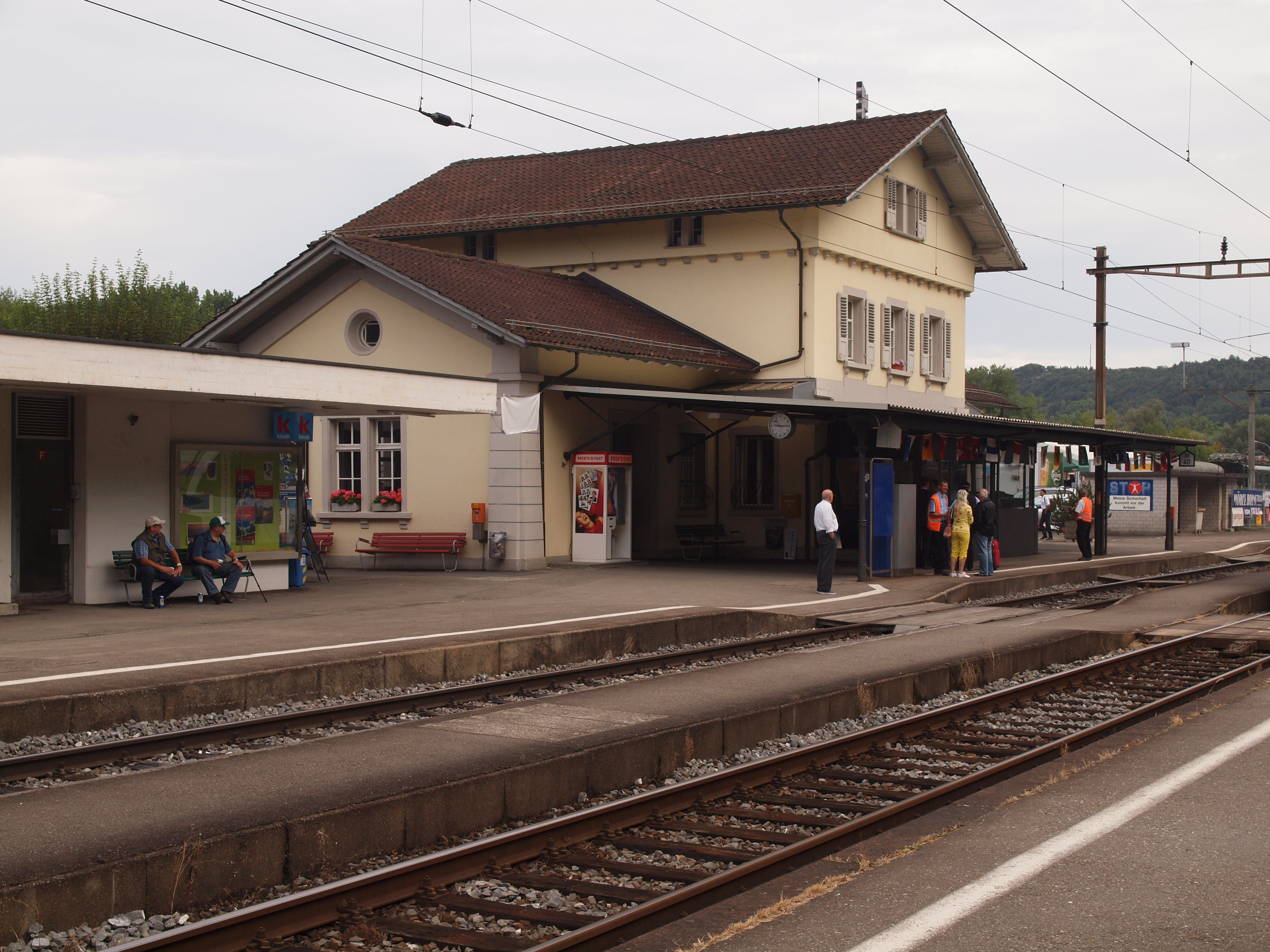
Station Koblenz